# Alldays & Onions, Alldays Allon

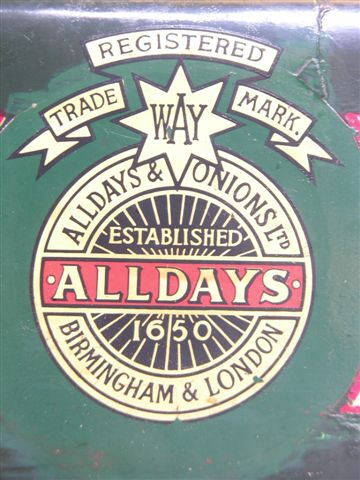
Embleem

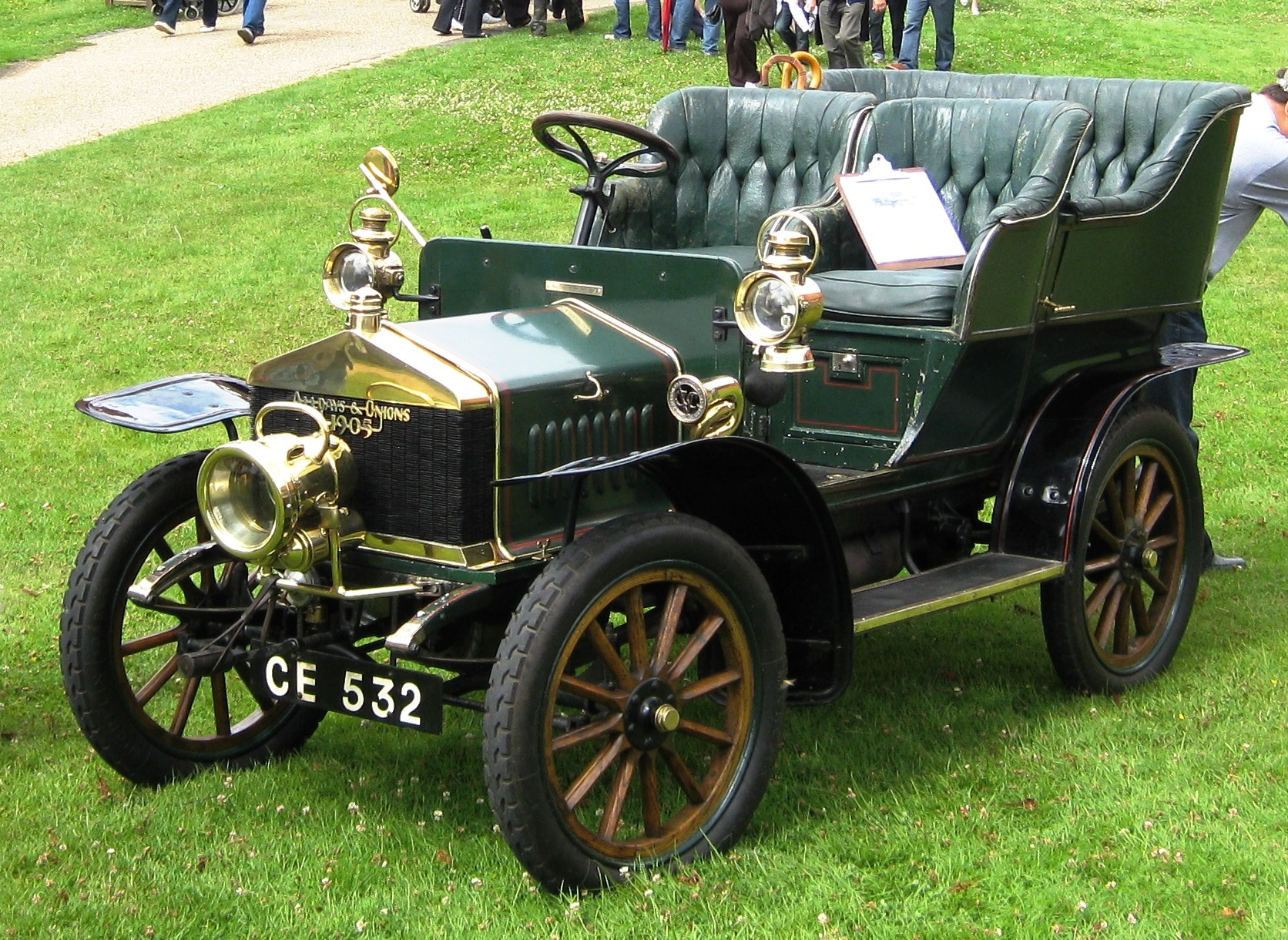
Alldays & Onions auto uit 1905

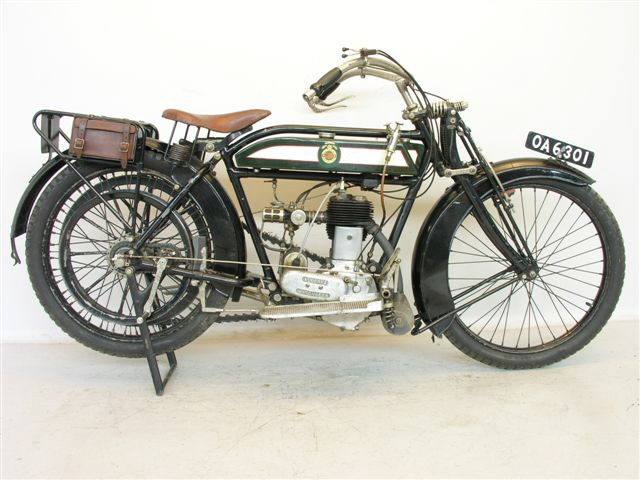
Alldays Matchless 4 pk (557 cc) uit 1914

Alldays & Onions is een historisch merk van motorfietsen die ook onder de namen Matchless, Allon en Alldays Allon werden verkocht.
Volgens Bob Currie in "The Classic Motorcycle'" (1982) is dit "het oudst bekende familiebedrijf in de techniek".
Alldays & Onions, Matchless Works, Birmingham (1903-1927).
Zoals het bedrijfslogo aangeeft bestond het bedrijf al in de zeventiende eeuw, toen voornamelijk benodigdheden voor smeden werden geproduceerd. De firma bestond in 2006 nog steeds als producent van ventilatoren.
Vanaf de jaren tachtig van de negentiende eeuw heette de firma "The Alldays and Onions Pneumatic Engineering Company LTD."
In de Great western Works in Londen werden vanaf 1898 auto’s gemaakt, in de Matchless Works in Birmingham werden tussen 1903 en 1914 Alldays Matchless motorfietsen gemaakt
Dit bedrijf had niets te maken met Matchless in Londen, maar bouwde al in 1898 driewielers met De Dion-Bouton motoren.
Er werden in 1911 wel motorfietsen onder de merknaam Matchless verkocht. Alldays & Onions maakte zeer moderne motorfietsen met 499- en 539 cc eencilinders en 798- en 988 cc T-twin zijkleppers van eigen makelij. Vanaf 1915 werd het merk Alldays Allon en Allon gebouwd, mooie 292 cc tweetakten, vanaf 1923 ook 347 cc-modellen met JAP-zijkleppers.
Tot 1927 waren er bovendien Alldays & Onions-modellen met 346 cc Bradshaw- en 980 cc JAP-zijklep-V-twins.